# Bisadia palawana
Bisadia palawana es una especie de coleóptero de la familia Cantharidae.

## Distribución geográfica
Habita en Palawan (Filipinas).